# Peucetia flava
Peucetia flava es una especie de araña lince del género Peucetia, de la familia Oxyopidae, orden Araneae. Fue descrita por Keyserling en 1877.
Se distribuye en América del Sur: desde Venezuela hasta Argentina. Fue publicada en Ueber amerikanische Spinnenarten der Unterordnung Citigradae. Verhandlungen Der Kaiserlich-Königlichen Zoologisch-Botanischen Gesellschaft in Wien 26: 609-, 708.